# قدیس نظامی

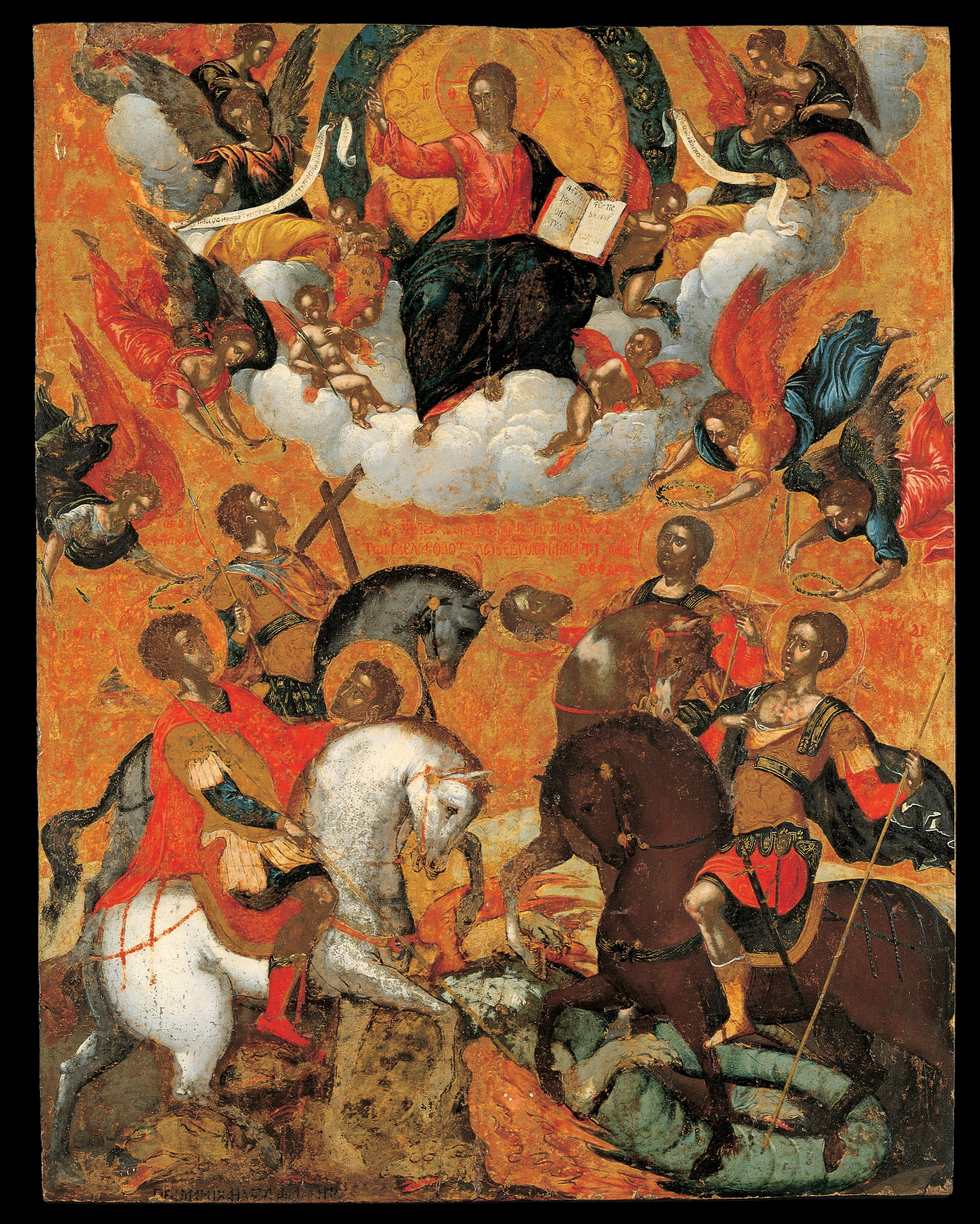

قدیس نظامی (انگلیسی: Military saint) قدیس حامی، شهید و سایر قدیسان مرتبط با ارتش هستند آنها در اصل متشکل از مسیحیان اولیه بودند که سربازان ارتش روم در طول آزار و اذیت مسیحیان در امپراتوری روم، به ویژه آزار و اذیت دیوکلتیانی سال ۳۰۳ پس از میلاد بودند. -۳۱۳.